# Stelis jalapensis
Stelis jalapensis är en orkidéart som först beskrevs av Friedrich Fritz Wilhelm Ludwig Kraenzlin, och fick sitt nu gällande namn av Alec M. Pridgeon och Mark W. Chase. Stelis jalapensis ingår i släktet Stelis och familjen orkidéer. Inga underarter finns listade i Catalogue of Life.